# Teatro Santa Cecilia

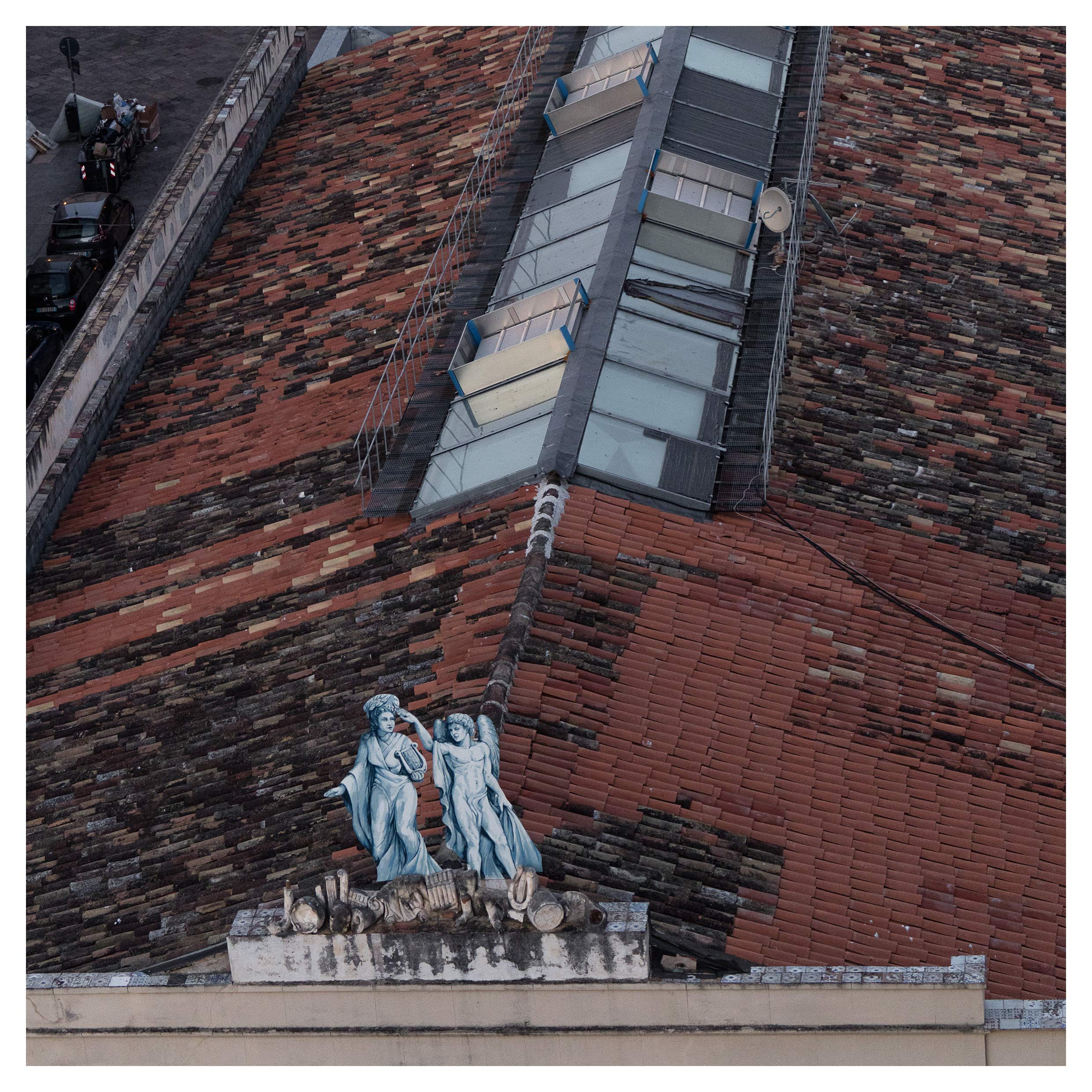
La copertura

Il real teatro di Santa Cecilia, più comunemente noto come teatro di Santa Cecilia, è un teatro di Palermo del XVII secolo.

## Storia

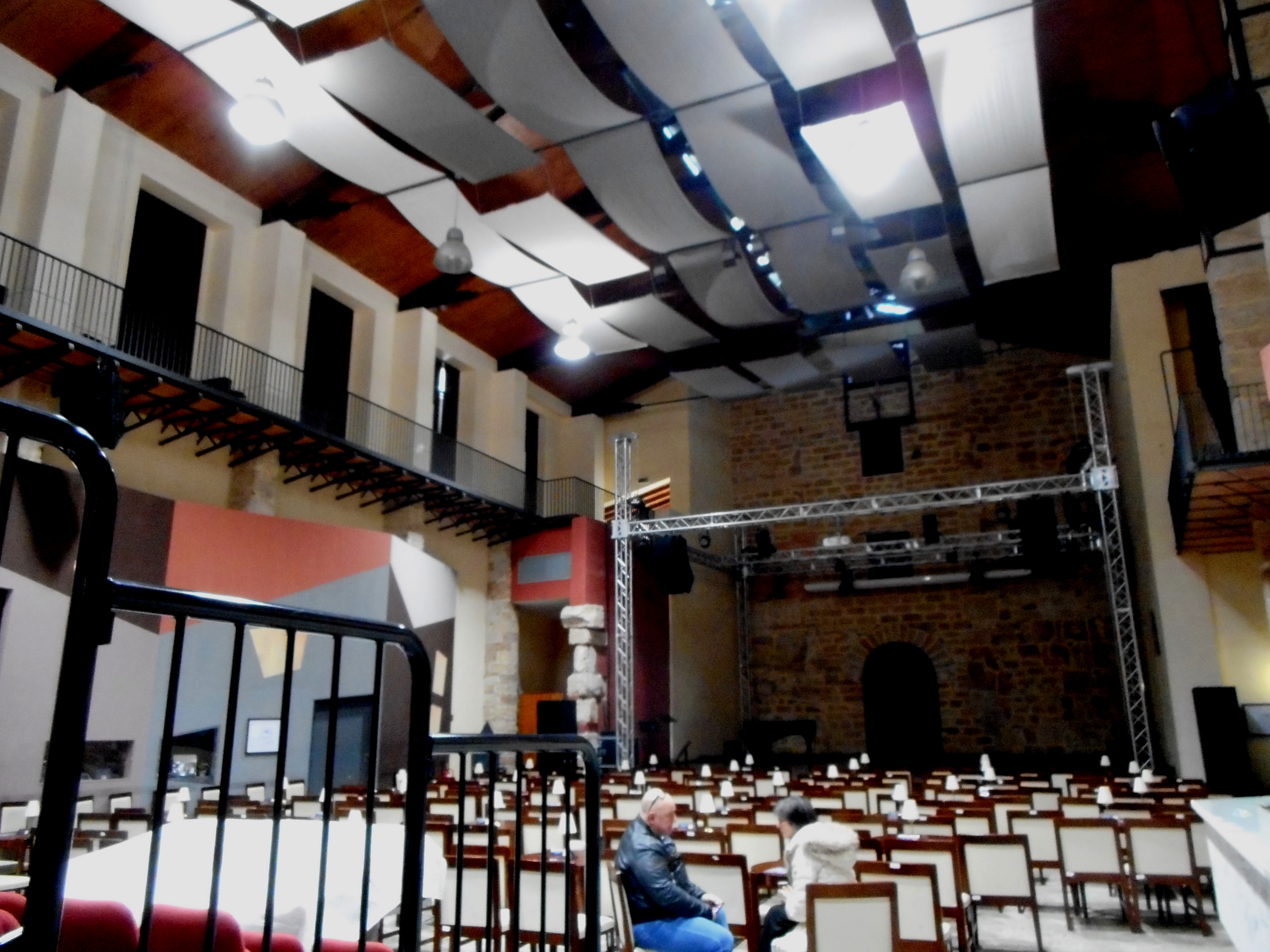
Interno della sala

Il teatro, ubicato nell'omonima piazzetta, venne fondato nel 1692 dall'Unione dei Musici, una corporazione che univa musicisti ed uomini dello spettacolo, con il concorso della nobiltà e dello stesso Viceré Francesco Paceco de Uzeda, e inaugurato il 28 ottobre 1693. Il progettista fu probabilmente un certo architetto Giuseppe Musso a cui vengono corrisposte cinquantacinque onze "per avere fatto il modello del detto Theatro e personalmente assistito sopra le fabbriche di quello". Per l'inaugurazione venne rappresentata L'Innocenza Penitente o la S. Rosalia di Vincenzo Giattino e musica di Ignazio Pollice. Fino ad allora le commedie e le tragedie venivano rappresentate nella chiesa dello Spasimo e nella chiesa della Pinta.
Presentava sala ellittica, boccascena, palcoscenico e 66 palchi in quattro ordini. Inizialmente il popolo sedeva in platea su 33 file di panche di legno, per un totale di 336 posti.
I drammi in musica presero ad essere allestiti con fastose scenografie. Per l'allestimento dell'opera Tito Sempronio Gracco di Alessandro Scarlatti nel 1702, le scene vennero affidate ad uno dei più grandi scenografi italiani del tempo, Ferdinando Galli da Bibbiena, come risulta dal libretto dell'opera. Per la scena finale si legge "Globo di nuvole che si cangia prima in galleria, poi in reggia di Nettuno"; sono inoltre elencate alcune delle macchine di scena utilizzate: "conchiglie con Venere, carro trainato da quattro pavoni, ninfe, amorini, tritoni, arco baleno e la reggia di Giove lucida e sfavillante in aria". Nel 1703 la sala e le gallerie furono dipinte su progetto di Andrea Palma.
Nel 1724 vi si rappresentò la Didone abbandonata di Metastasio. 
Con il terremoto del 1726 venne interrotta l'attività teatrale, che riprese nel 1737. La qualità delle opere rappresentate rese il teatro il luogo di ritrovo privilegiato dell'aristocrazia cittadina, che possedeva palchi privati sontuosamente addobbati. Rinnovato nel 1792, lo fu nuovamente nel 1816 ad opera dell'architetto Giuseppe Ponte che lo attrezzò di un ingegnoso meccanismo che consentiva, alla fine dell'opera, di trasformare in pochi minuti il teatro in sala da ballo, abbassando il palcoscenico al livello della platea e creando altri diciotto palchi. Ciò avveniva durante le feste e in particolare durante il Carnevale, quando i teatri ospitavano spesso balli mascherati.
Nel 1853 intervenne a risistemare l'interno Carlo Giachery, il quale sostituì con poltroncine le panche in legno della platea. Nello stesso tempo Giuseppe Di Bartolo ridisegnò i fronti esterni creando due ordini di paraste tra le finestre ad arco, con fastigio finale in stucco dello scultore Filippo Quattrocchi. I lavori furono diretti dall'architetto Giuseppe Patricolo, autore peraltro di diversi progetti di ammodernamento del teatro, che descrisse minutamente i lavori da compiere in un preventivo, anch'esso utilissimo oggi per un paragone tra l'antico e il nuovo teatro.
Dopo l'Unità, probabilmente per la concorrenza del Teatro Bellini e del nuovissimo Teatro Garibaldi, il Teatro Santa Cecilia entrò in crisi e il sindaco Antonio Starrabba, marchese di Rudinì, nel 1865 lo adattò a primo café chantant della città. Nel 1875 divenne Museo delle Cere, venne poi preso in affitto dalla Filodrammatica del Buon Pastore e infine chiuse definitivamente il 29 aprile 1888: la costruzione del Teatro Massimo e del Teatro Politeama ne determinò il decadimento e l'abbandono. Nel 1906 fu acquistato dalla Società Ferri e Metalli e nel 1955 venne acquisito dai fratelli Guajana che lo adibirono a deposito.

Nell'ottobre 1987, in occasione di una manifestazione privata, lo spazio scenico venne riutilizzato per la messa in scena dell'opera Bobok, tratta dal racconto di Dostoevskij.
Nel 2009 iniziò il restauro del teatro con fondi comunitari. Il 9 settembre 2010, l'allora assessore regionale dei Beni culturali e dell'Identità siciliana, Gaetano Armao, insieme al Presidente della Fondazione The Brass Group, Ignazio Garsia, firmarono la convenzione per l'affidamento del teatro alla stessa Fondazione. Nel dicembre 2015, coi lavori di recupero in via di ultimazione, iniziarono già a tenersi alcuni concerti di musica jazz. Nell'aprile 2016 il teatro tornò agibile per ospitare i concerti e gli eventi culturali della Fondazione Brass Group.